# 法国行政法院
法国行政法院（Tribunal administratif (France)）是法国司法机构的一个分支，专门处理以政府为被告的诉讼。它包括很多下属机构，其中最高级别的是法国国家行政法院。

## 外部連結
- La juridiction administrative （页面存档备份，存于）
- La carte des juridictions administratives （页面存档备份，存于）

Modèle:Palette Droit administratif en France